# Espacio Móvil de Protección de Cetáceos
Espacio Móvil de Protección de Cetáceos es una figura creada por el gobierno de España para la protección de los cetáceos.

## Contexto
Creada en diciembre de 2007, procura evitar el impacto negativo de actividades humanas sobre el medio natural como la observación, (turística, científica, con fines recreativos o divulgativos), ya que se ha demostrado que existe una serie de actividades que producen estrés en estos animales.

## Definición
El Espacio Móvil de Protección de Cetáceos es el perímetro correspondiente al contorno de la superficie de un cilindro imaginario que abarque los espacios marino y aéreo en un radio de 500 m, con una altura de 500 m en el espacio aéreo y una profundidad de 60 m en el espacio submarino, comprendidos a partir de un cetáceo o grupo de cetáceos.

## Zonas
Se distinguen cinco zonas según la distancia a la que se encuentren los cetáceos:
- Zona de Exclusión, que tendrá un radio no inferior a 60 m medidos en la superficie del agua a partir del cetáceo o grupo de cetáceos.
- Zona de Permanencia Restringida, que comprende la superficie entre el límite de la Zona de Exclusión (60 m) y el límite de la Zona de Aproximación (300 m).
- Zona de Aproximación, que comprende la superficie entre los 300 m del límite de la Zona de Permanencia Restringida y los 500 m del contorno exterior del Espacio Móvil.
- Zona Aérea, que comprende el espacio aéreo dentro de los 500 m de radio del cilindro imaginario en vertical, y en horizontal, a partir del cetáceo o grupo de cetáceos.
- Zona Submarina, que comprende el espacio submarino dentro de los 500 m de radio del cilindro imaginario en horizontal y los 60 m en profundidad a partir del cetáceo o grupo de cetáceos.